# Муравей (Алтайский край)
Мураве́й — посёлок в Залесовском районе Алтайского края России. Входит в состав Залесовского сельсовета.

## История
Посёлок возник в 20-е годы XX века, когда в поселении была организована коммуна «Красный Муравей». С течением времени идеологическое прилагательное из названия исчезло, остался разговорный вариант — «Муравей».
Наименование сегодня жители посёлка связывается с образом насекомого: «Наверное, кочки муравьиные были, потому так и назвали».
В Списке населенных мест Сибирского края за 1928 год указано, что посёлок Красный Муравей относился к Чумышскому району, основан в 1920 году на речке Оплеушихе (Худая). По итогам переписи 1926 г. в поселке было 18 хозяйств, 28 жителей мужского пола, 47 женского, преобладающая национальность — русские.
До 1974 года в посёлке Муравей был сельский совет, затем его объединили с Залесовским сельсоветом.

## География
Посёлок находится на реке Худая, левом притоке реки Жерновка.
Уличная сеть
В посёлке 3 улицы: Лесная, Новая, Центральная и 2 переулка — Береговой и Березовый.
Расстояние до
районного центра Залесово 11 км;
областного центра Барнаул 87 км.
Ближайшие населённые пункты
Усть-Каменка 10 км, Заплывино 11 км, Староглушинка 11 км, Калиновка 11 км, Старокопылово 11 км, Шатуново 12 км, Новокрасилово 13 км, Гоношиха 14 км, Пролетарская Крепость 15 км, Тундриха 16 км.

## Население
| 1997 | 1998 | 1999 | 2000 | 2001 | 2002 | 2003 |
| ---- | ---- | ---- | ---- | ---- | ---- | ---- |
| 321  | ↘304 | ↗328 | ↗334 | ↘327 | ↘319 | ↘306 |
| 2004 | 2005 | 2006 | 2007 | 2008 | 2009 | 2010 |
| ↗309 | ↘308 | ↘304 | ↘289 | ↘287 | ↘281 | ↘245 |
| 2011 | 2012 | 2013 |      |      |      |      |
| ↘244 | ↘238 | →238 |      |      |      |      |

## Инфраструктура
В посёлке есть крестьянское хозяйство, работают организации: ТОС «Муравей», ООО «Успешный бизнес», ООО «Элитсервис», киноустановка посёлка Муравей, МОУ Муравьевская СОШ, ФАП, почтовое отделение.
Транспорт
По территории Залесовского района проходят автодороги Залесово — Заринск — Барнаул, Залесово — Заринск — Мартыново. Посёлок Муравей связывает с автодорогой до областного центра просёлочная дорога, из Залесово ежедневно ходят рейсовые автобусы.